# 島根県の神社一覧
島根県の神社一覧は、島根県下に鎮座する神社を市町村ごとにまとめた一覧である。
掲載基準としては以下のいずれかに該当するものとする。そのためCategory:島根県の神社に入れられているものでも掲載されていないものがある。
- 近代社格制度下における県社以上の神社および別表神社（旧県社の出典 : 薗田稔、橋本政宣 編『神道史大辞典』 2004年 吉川弘文館 1106頁〜1108頁）
- 重要文化財、県や市町村の指定有形文化財、天然記念物および史跡が境内にある、もしくは所有している神社（島根県の文化財も参照のこと）
- 無形民俗文化財の指定を受けた祭礼や、特殊神事が行われる、あるいは奉納される神社

なお、県内の八幡宮については八幡宮#中国地方およびCategory:八幡宮も参照のこと。

## 松江市
松江市にある神社
| 神社名           | 所在地         | 主な祭神                                                       | 神社系列     | 神社庁 | 公式サイト   | 備考 |
| 熊野大社         | 八雲町熊野     | 神祖熊野大神櫛御気野命                                         | （熊野神社） | 02042  | 熊野大社     | 出雲国一宮 国幣大社 別表神社 県指定有形文化財の古文書がある 鑽火祭が行われる                                                            |
| 美保神社         | 美保関町美保関 | 事代主神 三穂津姫命                                            | えびす神社   | 02001  | 美保神社     | 国幣中社 別表神社 本殿が国の重文 青柴垣神事、諸手船神事が行われる                                                                       |
| 佐太神社         | 鹿島町佐陀宮内 | 佐太大神                                                       |              | 02019  | 佐太神社     | 国幣小社 別表神社 本殿が国の重文 県指定有形文化財舞楽面陵王がある 重要無形民俗文化財の佐陀神能が奉納される 神在祭、神在祭裏祭が行われる |
| 須衛都久神社     | 西茶町         | 伊邪那美命 須佐之男命                                          |              | 01008  |              | 県社 |
| 売布神社         | 和多見町       | 速秋津比売神                                                   |              | 01010  |              | 県社 |
| 松江神社         | 殿町           | 松平直政公                                                     |              | 01004  |              | 県社 松江市指定有形文化財の板絵図額、胴具足、蒔絵手箱、歌合カルタがある                                                                 |
| 神魂神社         | 大庭町         | 伊弉冊大神                                                     |              | 01021  |              | 県社 本殿は国宝 末社貴布祢稲荷両神社は国の重文 神在祭が行われる                                                                         |
| 許曽志神社       | 古曽志町       | 猿田毘古命 天宇受売命                                          |              | 01057  |              | 県社 |
| 八重垣神社       | 佐草町         | 素盞嗚尊 稲田姫命                                              |              | 01022  |              | 県社 別表神社 国の重文の本殿壁画がある                                                                                                  |
| 売豆紀神社       | 雑賀町         | 下照姫命                                                       |              | 01013  |              | 県社 神在祭が行われる |
| 田原神社         | 奥谷町         | 武御雷之男神 経津主神 天津兒屋根命 姫大神 宇迦之御魂神         | 春日神社     | 01005  |              | 県社 松江市指定有形文化財の随神門がある                                                                                                 |
| 六所神社         | 大草町         | 伊邪那岐命 伊邪那美命 天照皇大神 月夜見命 素盞鳴命 大己貴命    | 六所神社     | 01019  |              | 出雲国総社 県社 県指定有形文化財の勅使代参向図と岡田山古墳出土品を所蔵している                                                          |
| 阿羅波比神社     | 外中原町       | 大己貴命 少彦名命 天照大御神 高御産巣日命 素盞鳴命             |              | 01007  |              | 県社 |
| 内神社（高野宮） | 大垣町         | 和加布都奴志命 下照姫命                                        |              | 01069  |              | 県社 本殿は県指定有形文化財 |
| 玉作湯神社       | 玉湯町玉造     | 櫛明玉神 大名持神 少毘古那神                                   |              | 02071  |              | 県社 県指定有形文化財の玉作址出土品を所蔵している                                                                                       |
| 平濱八幡宮       | 八幡町         | 応神天皇 仲哀天皇 神功皇后                                     | 八幡宮       | 01002  |              | 県社 県指定有形文化財の神馬と銅剣がある                                                                                                 |
| 長見神社         | 長海町         | 瓊々杵命 木花開耶姫命                                          |              | 01039  |              | 県社 |
| 真名井神社       | 山代町         | 伊弉諾尊 天津彦根命                                            |              | 01018  |              | 村社 本殿が県指定有形文化財 |
| 城山稲荷神社     | 殿町           | 宇迦之御魂神 誉田別尊                                          | 稲荷神社     | 01003  |              | 郷社 松江市指定無形民俗文化財のホーランエンヤが行われる                                                                                 |
| 忌部神社         | 東忌部町       | 天太玉命 天照大御神 天児屋根命 他二十二柱                      |              | 01030  |              | 郷社 松江市指定有形文化財の玉作の遺物を所蔵する                                                                                         |
| 多賀神社         | 朝酌町         | 須佐之男命                                                     | 多賀神社     | 01042  |              | 村社 神在祭が行われる |
| 松江護国神社     | 殿町           | 明治維新以後、累次の戦役事変に際り戦没せられたる島根県出身の忠 | 護国神社     | 01001  | 松江護国神社 | 内務大臣指定護国神社 別表神社 |
| 揖夜神社         | 東出雲町揖屋   | 伊弉冉命 大巳貴命 事代主命 少彦名命                            |              | 02051  |              | 県社 |
| 阿太加夜神社     | 東出雲町出雲郷 | 阿陀加夜奴志多岐喜比売命                                       |              | 02061  |              | 郷社 ホーランエンヤが行われる |
| 表 話 編 歴      |                |                                                                |              |        |              | |

## 浜田市
浜田市にある神社
| 神社名                       | 所在地     | 主な祭神                       | 神社系列 | 神社庁 | 公式サイト   | 備考                                                           |
| 天豊足柄姫命神社（石神社）   | 殿町       | 天豊足柄姫命                   |          | 17009  |              | 県社                                                           |
| 大祭天石門彦神社（三宮神社） | 相生町     | 手力男命                       |          | 17003  |              | 県社                                                           |
| 市木神社                     | 旭町市木   | 市寸嶋姫命                     |          | 15053  |              | 県社                                                           |
| 大麻山神社                   | 三隅町室谷 | 天日鷲命 猿田彦命 大麻彦命     |          | 15014  | 大麻山神社   | 郷社 県指定有形文化財の大麻山縁起がある                        |
| 伊甘神社                     | 下府町     | 天足彦国押人命                 |          | 17024  |              | 石見国総社 村社 浜田市指定天然記念物のイチョウとムクノキがある |
| 濱田護國神社                 | 殿町       | 石見地方出身の22,999柱の御英霊 | 護国神社 | 17001  | 浜田護国神社 | 内務大臣指定護国神社 別表神社                                  |
| 表 話 編 歴                  |            |                                |          |        |              |                                                                |

## 出雲市
出雲市にある神社
| 神社名         | 所在地                     | 主な祭神                                | 神社系列 | 神社庁    | 公式サイト | 備考 |
| 出雲大社       | 大社町杵築                 | 大国主大神                              |          | 08001     | 出雲大社   | 出雲国一宮 官幣大社 別表神社 勅祭社 本殿、蒔絵手箱、白絲威鎧が国宝 楼門、末社など、絲巻太刀、赤絲威肩白鎧が国の重文 県指定有形文化財の舞楽図がある 神在祭が行われる |
| 日御碕神社     | 大社町日御碕               | 天照大御神 神素盞嗚尊                   |          | 09001     | 日御碕神社 | 国幣小社 別表神社 国宝の白糸威鎧がある 社殿、藍韋威腹巻が国の重文 神在祭が行われる                                                                                  |
| 須佐神社       | 佐田町須佐                 | 須佐之男命                              |          | 07001     | 須佐神社   | 国幣小社 別表神社 兵庫鎖太刀が国の重文 本殿、舞楽面納曽利が県指定有形文化財                                                                                         |
| 宇美神社       | 平田町                     | 布都御魂神                              | 熊野神社 | 10001     |            | 県社 |
| 長浜神社       | 西園町上長浜               | 八束水臣津野命                          | 妙見神社 | 11034     | 長浜神社   | 県社 |
| 伊奈西波岐神社 | 大社町鷺浦                 | 稲背脛命                                |          | 09013     |            | 県社 |
| 朝山神社       | 朝山町                     | 真玉著玉之邑日女命                      |          | 11052     |            | 県社 神在祭が行われる |
| 多倍神社       | 佐田町反辺                 | 須佐之男命                              |          | 07002     |            | 県社 |
| 比布智神社     | 下古志町                   | 伊弉諾尊 伊弉册尊 大日靈貴神            |          | 11044     |            | 県社 |
| 大土地荒神社   | 大社町杵築西               |                                         | 荒神社   | 09004     |            | 重要無形民俗文化財の大土地神楽が奉納される |
| 万九千神社     | 斐川町併川（立虫神社境内） | 櫛御気奴命 少彦名命 大穴牟遅命 八百万神 |          | （09036） | 万九千神社 | 無格社 神在祭が行われる |
| 諏訪神社       | 斐川町学頭                 | 建御名方大神                            | 諏訪神社 | 09025     |            | 出雲市指定有形文化財の棟札がある |
| 表 話 編 歴    |                            |                                         |          |           |            | |

## 益田市
益田市にある神社
| 神社名         | 所在地 | 主な祭神                | 神社系列 | 神社庁 | 公式サイト | 備考                              |
| 高津柿本神社   | 高津町 | 柿本人麿                | 柿本神社 | 18001  |            | 県社 本殿が県指定有形文化財       |
| 染羽天石勝神社 | 染羽町 | 天石勝命                |          | 18010  |            | 県社 本殿が国の重文               |
| 櫛代賀姫神社   | 久城町 | 櫛代賀姫之命            |          | 18012  |            | 県社                              |
| 豊田神社       | 横田町 | 天津大神 多祁阿久豆魂命 |          | 18069  |            | 郷社 県指定有形文化財の経筒がある |
| 表 話 編 歴    |        |                         |          |        |            |                                   |

## 大田市
大田市にある神社
| 神社名      | 所在地     | 主な祭神                     | 神社系列 | 神社庁 | 公式サイト | 備考                                                                     |
| 物部神社    | 川合町川合 | 宇摩志麻遅命                 | 物部神社 | 12001  | 物部神社   | 石見国一宮 国幣小社 別表神社 国の重文の太刀がある 本殿が県指定有形文化財 |
| 城上神社    | 大森町     | 大物主命                     |          | 12037  |            | 県社 拝殿が県指定有形文化財                                              |
| 井戸神社    | 大森町     | 井戸平左衛門正明公           |          | 12038  |            | 県社 県指定有形文化財の刀がある                                          |
| 南八幡宮    | 大田町大田 | 気長足姫命 誉田別命 武内宿禰 | 八幡宮   | 12008  |            | 郷社 県指定有形文化財の経筒がある                                        |
| 表 話 編 歴 |            |                              |          |        |            |                                                                          |

## 安来市
安来市にある神社
| 神社名      | 所在地       | 主な祭神          | 神社系列   | 神社庁 | 公式サイト | 備考                                          |
| 能義神社    | 能義町       | 天穂日命          |            | 04026  |            | 県社 安来市指定史跡の能義神社奥の院古墳がある |
| 富田八幡宮  | 広瀬町広瀬   | 応神天皇          | 八幡宮     | 03020  |            | 県社 社殿、能面2面が県指定有形文化財          |
| 金屋子神社  | 広瀬町西比田 | 金山彦命 金山姫命 | 金屋子神社 | 03001  |            | 村社 社殿が県指定有形文化財                   |
| 表 話 編 歴 |              |                   |            |        |            |                                               |

## 江津市
江津市にある神社
| 神社名      | 所在地     | 主な祭神           | 神社系列   | 神社庁 | 公式サイト | 備考 |
| 多鳩神社    | 二宮町神主 | 積羽八重事代主大神 | えびす神社 | 16025  |            | 県社 |
| 表 話 編 歴 |            |                    |            |        |            |      |

## 雲南市
雲南市にある神社
| 神社名      | 所在地         | 主な祭神                                                      | 神社系列 | 神社庁 | 公式サイト | 備考 |
| 須我神社    | 大東町須賀     | 須佐之男命 稲田比売命 清之湯山主三名狭漏彦八島野命 武御名方命 |          | 06001  | 須我神社   | 県社 |
| 飯石神社    | 三刀屋町多久和 | 伊毘志都幣命                                                  |          | 07019  |            | 県社 |
| 神原神社    | 加茂町神原     | 大国主命 磐筒男命 磐筒女命                                    |          | 06059  |            | 村社 旧社地の古墳からの出土品が国の重文に指定 県指定無形民俗文化財の獅子舞が奉納される 神在祭が行われる |
| 表 話 編 歴 |                |                                                               |          |        |            | |

## 仁多郡奥出雲町
仁多郡奥出雲町にある神社
| 神社名       | 所在地     | 主な祭神                   | 神社系列 | 神社庁 | 公式サイト | 備考                                    |
| 伊賀多気神社 | 横田       | 五十猛命 素盞鳴尊 大己貴命 |          | 05020  |            | 郷社 県指定有形文化財の随身立像がある   |
| 横田八幡宮   | 中村聞語山 | 応神天皇 仲哀天皇 神功皇后 | 八幡宮   | 05024  |            | 村社 県指定有形文化財の棟札と銅剣がある |
| 表 話 編 歴  |            |                            |          |        |            |                                         |

## 飯石郡飯南町
飯石郡飯南町にある神社
| 神社名      | 所在地 | 主な祭神                                                  | 神社系列 | 神社庁 | 公式サイト | 備考                |
| 赤穴八幡宮  | 上赤名 | 別雷命 玉依姫命 健角見命 大鞆和気命 息長足姫命 帯中津彦命 | 八幡宮   |        |            | 郷社 神像が国の重文 |
| 表 話 編 歴 |        |                                                           |          |        |            |                     |

## 邑智郡

### 川本町
邑智郡川本町にある神社
| 神社名      | 所在地 | 主な祭神 | 神社系列 | 神社庁 | 公式サイト | 備考 |
| 表 話 編 歴 |        |          |          |        |            |      |

### 美郷町
邑智郡美郷町にある神社
| 神社名           | 所在地 | 主な祭神            | 神社系列 | 神社庁 | 公式サイト | 備考                                                                         |
| 田立建埋根命神社 | 宮内   | 建真利根命 大山祇神 |          | 14037  |            | 郷社 美郷町指定有形文化財の木彫狛犬がある 美郷町指定天然記念物の樫の木がある |
| 表 話 編 歴      |        |                     |          |        |            |                                                                              |

### 邑南町
邑智郡邑南町にある神社
| 神社名      | 所在地 | 主な祭神   | 神社系列 | 神社庁 | 公式サイト | 備考                  |
| 賀茂神社    | 阿須那 | 賀茂別雷命 | 加茂神社 | 14042  |            | 郷社 神馬図が国の重文 |
| 表 話 編 歴 |        |            |          |        |            |                       |

## 鹿足郡

### 津和野町
鹿足郡津和野町にある神社
| 神社名         | 所在地 | 主な祭神                     | 神社系列 | 神社庁 | 公式サイト     | 備考                                                         |
| 津和野神社     | 田二穂 | 埴山比売命                   |          | 19038  |                | 県社                                                         |
| 太皷谷稲成神社 | 後田   | 宇迦之御魂命 伊弉冉尊        | 稲荷神社 | 19001  | 太皷谷稲成神社 | 郷社 別表神社 県指定有形文化財の天球儀・地球儀、測量図がある |
| 弥栄神社       | 後田   | 須佐之男命                   | 祇園神社 | 19048  |                | 郷社 国の重要無形文化財の鷺舞が奉納される                    |
| 鷲原八幡宮     | 鷲原   | 誉田別尊 息長足姫尊 玉依姫命 | 八幡宮   | 19032  |                | 村社 社殿が県指定有形文化財                                  |
| 三渡八幡宮     | 池村   | 応神天皇 神功皇后 玉依姫命   | 八幡宮   | 19057  |                | 郷社 本殿が県指定有形文化財                                  |
| 表 話 編 歴    |        |                              |          |        |                |                                                              |

### 吉賀町
鹿足郡吉賀町にある神社
| 神社名      | 所在地 | 主な祭神              | 神社系列 | 神社庁 | 公式サイト | 備考                             |
| 那智神社    | 朝倉   | 伊邪那伎神 伊邪那美神 | 熊野神社 | 19020  |            | 吉賀町指定有形文化財の懸仏がある |
| 表 話 編 歴 |        |                       |          |        |            |                                  |

## 隠岐郡

### 海士町
隠岐郡海士町にある神社
| 神社名         | 所在地 | 主な祭神     | 神社系列 | 神社庁 | 公式サイト | 備考 |
| 隠岐神社       | 海士   | 後鳥羽天皇   |          | 20001  |            | 県社 県指定有形文化財の太刀がある 本殿が海士町指定有形文化財 海士町指定有形文化財の狛犬、太刀、台子皆具一式がある                 |
| 宇受賀命神社   | 宇受賀 | 宇受賀命     |          | 20002  |            | 郷社 本殿が海士町指定有形文化財 海士町指定有形文化財の大般若経がある 海士町指定民俗文化財の宇受賀命神社のあご石神事が執り行われる |
| 奈伎良比売神社 | 豊田   | 奈伎良比売命 |          | 20026  |            | 村社 海士町指定天然記念物のイヌマキがある                                                                                         |
| 宮田神社       | 福井   | 国常立神     |          | 20032  |            | 村社 海士町指定天然記念物のスギ、シナノキがある                                                                                   |
| 北野神社       | 知々井 | 菅原道真公   | 天満宮   | 20028  |            | 村社 海士町指定天然記念物の北野神社の椿・銀杏・杉がある                                                                           |
| 御倉神社       | 福井   | 大国主命     |          | 20033  |            | 村社 海士町指定天然記念物のシナノキがある                                                                                         |
| 表 話 編 歴    |        |              |          |        |            | |

### 西ノ島町
隠岐郡西ノ島町にある神社
| 神社名       | 所在地         | 主な祭神                     | 神社系列 | 神社庁 | 公式サイト | 備考 |
| 焼火神社     | 美田（焼火山） | 大日霊貴尊                   |          | 20005  | 焼火神社   | 県社 社殿が国の重文 県指定有形文化財の銅鐘がある 町指定有形文化財の社務所、仏像、縁起書、勧進帳がある 町指定史跡の社務所石垣がある 町指定天然記念物のカラスバト繁殖地、カゴの木がある |
| 美田八幡神社 | 美田           | 誉田皇命 足仲彦命 息長足媛命 | 八幡宮   | 20009  |            | 村社 本殿が西ノ島町指定有形文化財 重要無形民俗文化財の田楽が奉納される |
| 日吉神社     | 浦郷           | 大山祇命                     | 日吉神社 | 20015  |            | 村社 重要無形民俗文化財の庭の舞・十方拝礼が奉納される |
| 由良比女神社 | 浦郷           | 由良比女命                   |          | 20014  |            | 村社 本殿が西ノ島町指定有形文化財 |
| 表 話 編 歴  |                |                              |          |        |            | |

### 知夫村
隠岐郡知夫村にある神社
| 神社名                       | 所在地 | 主な祭神     | 神社系列 | 神社庁 | 公式サイト | 備考                                                                                       |
| 天佐志比古命神社（一宮神社） | 郡     | 天佐志比古命 |          | 20019  |            | 村社 知夫村指定有形文化財の芝居小屋がある 知夫村指定無形民俗文化財の皆一踊りが執り行われる |
| 表 話 編 歴                  |        |              |          |        |            |                                                                                            |

### 隠岐の島町
隠岐郡隠岐の島町にある神社
| 神社名       | 所在地     | 主な祭神                     | 神社系列 | 神社庁 | 公式サイト | 備考                                                                                     |
| 水若酢神社   | 郡         | 水若酢命                     |          | 21001  |            | 隠岐国一宮 国幣中社 別表神社 本殿が国の重文                                              |
| 玉若酢命神社 | 下西       | 玉若酢命                     |          | 21028  |            | 隠岐国総社 県社 本殿が国の重文 県指定史跡の玉若酢命神社古墳群がある                      |
| 天健金草神社 | 都万砂子谷 | 大屋津姫命 抓津姫命 譽田別尊 |          | 21015  |            | 県社                                                                                     |
| 伊勢命神社   | 久見       | 伊勢命神                     |          | 21033  |            | 郷社 本殿と拝殿が隠岐の島町指定有形文化財 県指定無形民俗文化財の島後久見神楽が奉納される |
| 西村神社     | 西村客出   | 祭神不詳                     |          | 21058  |            | 村社 県指定有形文化財の鉄腹巻がある 隠岐の島町指定無形民俗文化財の西村神楽が奉納される   |
| 高田神社     | 都万       | 国常立命 小花姫命            |          | 21027  |            | 村社 社殿が隠岐の島町指定有形文化財 県指定有形文化財の百首和歌の墨書がある               |
| 白鳥神社     | 今津       | 倭建命                       |          | 21049  |            | 村社 社殿が隠岐の島町指定有形文化財                                                      |
| 賀茂那備神社 | 加茂       | 別雷神                       |          | 21029  |            | 村社 社殿が隠岐の島町指定有形文化財                                                      |
| 北谷神社     | 代         | 罔象女命 軻遇突廼命 大山祇命 |          | 21004  |            | 村社 隠岐の島町指定無形民俗文化財の代神楽が奉納される                                    |
| 山田神社     | 山田       | 大山咋命 伊弉諾命 大山祇命   |          | 21008  |            | 村社 隠岐の島町指定無形民俗文化財の山田客祭風流が執り行われる                            |
| 白山神社     | 都万       | 菊理媛神                     |          | 21020  |            | 村社 隠岐の島町指定無形民俗文化財の長尾田百手祭風流が執り行われる                        |
| 春日神社     | 布施       | 天之児屋根命                 |          | 21062  |            | 村社 県指定天然記念物の春日神社のクロマツ群がある                                        |
| 平神社       | 平         | 素盞鳴尊                     |          | 21036  |            | 村社 県指定史跡の平神社古墳がある                                                        |
| 物忌神社     | 原田       | 稲倉魂命                     |          | 21040  |            | 村社 隠岐の島町指定天然記念物の物忌神社の大スギがある                                    |
| 御碕神社     | 東町       | 天照大神                     |          | 21034  |            | 隠岐の島町指定天然記念物の物忌神社の大スギがある                                         |
| 表 話 編 歴  |            |                              |          |        |            |                                                                                          |